# Onkel Otto (Schiff)
Die Onkel Otto ist ein Frachtschiff, welches die Nordseeinsel Langeoog versorgt.

## Geschichte
Das Schiff wurde 1959/1960 unter der Baunummer 830 auf der Schiffs- und Maschinenbau AG Mannheim als Flussfähre für die Bundeswehr gebaut. Die Kiellegung fand am 1. März, der Stapellauf am 1. Juli 1959 statt. Die Fertigstellung erfolgte am 1. Januar 1960.
Das Landungsboot war bis 1988 bei den Flusspionieren Wiesbaden im Einsatz. Anfang 1986 wurde es erstmals umgebaut. Anfang 1988 wurde das Landungsboot an die Schiffahrt der Inselgemeinde Langeoog verkauft, die es im März 1988 auf der J. Diedrichs Werft in Oldersum um sechs Meter verlängern ließ. Dabei erhielt es auch einen Kran und ein Querstrahlruder. Am 8. März 1988 wurde das ehemalige Landungsboot der Bundeswehr in Oldersum auf den Namen Onkel Otto getauft.

## Nutzung
Die Onkel Otto wird als Inselversorger genutzt, Güter werden in Bensersiel in kleine LKW-Anhänger verladen, diese werden an Bord gebracht, in Langeoog von Bord gezogen und vom Hafen Langeoog bis zu ihrer Verwendungsstelle (meistens im Ort) mit Elektrokarren gezogen.